# Madhure Kaval, Kunigal
Madhure Kaval là một làng thuộc tehsil Kunigal, huyện Tumkur, bang Karnataka, Ấn Độ.